# Gummy
Пак Чи Ён (хангыль: 박지연; родилась 8 апреля 1981 года), более известна под сценическим псевдонимом Gummy (хангыль: 거미, читается как «ко́ми», что в переводе с корейского означает «паук»), южнокорейская певица.

## Карьера

### 2003—2009: дебют и прорывной успех
Gummy дебютировала в 2003 году с альбомом «Like Them». Благодаря успеху других коллег по агентству, её второй студийный альбом «It’s Different» был выпущен 9 сентября 2004 года. Заглавный трек альбома, «Memory Loss» (на корейском: 기억상실; на русском: Потеря памяти) принёс ей успех и признание, благодаря чему Gummy получила главную премию (Bonsang) на 19-й Церемонии награждения «Golden Disk Awards». В том же году за эту же песню певица получила награду в категории «Популярность на мобильных ресурсах» на Музыкальном Фестивале «M.net KM Music Festival».
Она выпустила свой четвёртый альбом «Comfort» 12 мая 2008 года, и это был её первый релиз за прошедшие три года. Выпуск альбома откладывался несколько раз, поскольку Gummy хотела представить высококачественную музыку, которая бы продемонстрировала её рост в профессиональном плане. В записи трека «I’m Sorry» (на корейском:미안해요; на русском: Прости), который был выпущен отдельным синглом, принял участие T.O.P, рэпер группы Big Bang; он также снялся в музыкальном видео вместе с Сандарой Пак из группы 2NE1. Через неделю после релиза песня расположилась на вершинах 5 музыкальных чартов.

### 2010: возвращение и мини-альбом «Loveless»
12 апреля 2010 года YG Entertainment объявили о возвращении на сцену нескольких своих артистов почти одновременно, включая Gummy и её коллег Big Bang, 2NE1, Se7en. Неделю спустя появились известия, что Gummy выпустит мини-альбом под названием «Loveless» (на русском: Нелюбимая). Заглавный трек альбома, а также снятое на него музыкальное видео были выпущены 21 апреля. Официальный релиз мини-альбома «Loveless» состоялся 29 апреля, а промоушен в его поддержку начался в мае.
Она также выпустила ещё несколько музыкальных видео на треки из альбома, а с песней «There Is No Love» выступала на сцене.

### 2011: дебют в Японии
Прожив в Японии несколько лет, чтобы улучшить свой японский язык и прочувствовать культуру страны в целом, Gummy наконец почувствовала себя достаточно уверенно для дебюта в Японии. 15 октября 2011 года она выпустила музыкальное видео на японскую версию своего корейского хита «I’m Sorry». В записи трека, а также в съемках музыкального видео снова принял участие T.O.P из Big Bang.

### 2013: 10-я годовщина и завершение сотрудничества сYG Entertainment
2013 год ознаменовал 10-ю годовщину творческой деятельности Gummy, которую она отпраздновала, проведя фан-встречу.
Зимой этого же года Gummy выпустила саундтрек к корейскому сериалу «Этой зимой дует ветер». Саундтрек под названием «Snow Flower» стал хитом, заняв первые строчки в чартах Gaon и Instiz. Gummy выступила со «Snow Flower» на музыкальном шоу «Inkigayo».
Певица также выпустила второй японский мини-альбом «Fate(s)». Gummy непосредственно участвовала в продюсировании альбома, сотрудничая с продюсером Джеффом Мияхарой, работавшим с такими звездами, как Амуро Намиэ, V6, KAT-TUN и другими популярными японскими артистами. Gummy также записала дуэтную песню с Тэ Соном из BIGBANG.
В октябре 2013 года Gummy подписала контракт с агентством C-JeS Entertainment, тем самым завершив своё сотрудничество с лейблом YG Entertainment.

## Дискография

### Студийные альбомы
| Год  | Информация                                                                                              | Трек лист |
| ---- | --- | --- |
| 2003 | «Like Them» - Релиз: 7 феевраля 2003 - Лейбл: YG Entertainment - Язык: корейский - Продажи: 75000       | Треки 1. 하고 싶은 말 (Words I Want To Say) 2. 그대 돌아오면 (If You Come Back To Me) 3. 친구라도 될 걸 그랬어 (We Should’ve Been Friends) 4. Wanna Be 5. 나는 (I Am) 6. Do It 7. 부탁 (Request) 8. Phone Call 9. 거기 그대로 (Stay There) 10. 언제라도 (Anytime) 11. 오늘도 온종일 (All Day Long) 12. 가버려 (Go Away) |
| 2004 | «It’s Different» - Релиз: 9 сентября 2004 - Лейбл: YG Entertainment - Язык: корейский - Продажи: 132000 | Треки 1. Gummy Skills (Intro) 2. 하고 싶었어 (Wanted To) 3. 내 곁에 잠이 든 이 밤에 (Sleeping Beside Me Tonight) 4. 날 그만 잊어요 (Please Forget Me) 5. 기억상실 (Memory Loss) 6. Love Again (с участием Ха Дон Гён) 7. Tonight (с участием Wheesung) 8. Dance Dance (с участием Сон Бэк Гён из 1TYM) 9. 그녀보다 내가 뭐가 (What Makes Her Better Than Me) 10. So Much (с участием Masta Wu) 11. Witches (Doo-Loo-Wap) (с участием Ли Ын Чжу и Им Тхэбин из 1TYM) 12. Round 1 (с участием Чжину и Лекси) 13. 인연 (Meant to Be) 14. It (Don't Matter No More) 15. Singing My Blues (Outro) 16. 날 그만 잊어요 (Please Forget me (акустическая версия) (бонус-трек) |
| 2005 | «For The Bloom» - Релиз: 1 сентября 2005 - Лейбл: YG Entertainment - Язык: корейский - Продажи: 75000   | Треки 1. Gummitro 2. Holic 3. 손틈새로 (Hands) 4. 아니 (No) 5. 어른아이 (Childish Adult) 6. 오늘은 헤어지는 날 (Today We Part Ways) 7. Trap 8. 평균 (Average) 9. 혼자만 하는 사랑 (Unrequited Love) 10. 실수 (Mistake) 11. Secret 12. 옷 (Clothes) 13. 저기 가는 사람 (The Person Walking Away) 14. Escape |
| 2006 | «Unplugged» - Релиз: 28 апреля 2006 - Лейбл: YG Entertainment - Язык: корейский - Продажи: 30000        | Треки 1. 그대 돌아오면 (If You Come Back To Me) 2. 친구라도 될 걸 그랬어 (We Should’ve Been Friends) 3. 혼자만 하는 사랑 (Unrequited Love) 4. 손 틈새로.. (Hands) 5. 어른아이 (Childish Adult) 6. 날 그만 잊어요 (Please Forget Me) 7. 아니 (No) 8. 하고 싶었어 (Wanted to) 9. 기억상실 (Memory Loss) 10. Dance Dance 11. 나는.. (I Am) 12. 부탁 (Request) |
| 2008 | «Comfort» - Релиз: 12 марта 2008 - Лейбл: YG Entertainment - Язык: корейский                            | Треки 1. Intro: Work it now (с участием G-Dragon) 2. Clap your hands (с участием Перри) 3. 미안해요 I'm Sorry (с участием T.O.P) 4. 사랑하지 말아요 (Don't Fall In Love) 5. 거울을 보다가 (Looking In The Mirror (с участием Red Roc) 6. Let's Get It Party (с участием 45RPM) 7. 마지막 파티 (Last Party) 8. 따끔 (Stings) 9. 이별이 아니길 (Hope It's Not A Good bye) 10. I’m gonna miss u (с участием Ким Чи Ын из Lady Collection) 11. 여기까지만 (That's All From Here Now (с участием Skull) 12. 환각 (Illusion) 13. 음악이 끝나기 전에 (Before The Music Ends) 14. 미안해요 (I'm Sorry) (ремикс)                                                              |

### Мини-альбомы
| Год  | Информация                                                                     | Треки |
| ---- | ------------------------------------------------------------------------------ | --- |
| 2010 | «Loveless» - Релиз: 26 апреля 2010 - Лейбл: YG Entertainment - Язык: корейский | Треки 1. 그만 헤어져 (Let's Break Up) 2. Because Of You 3. 사랑은 없다 (There is No Love) 4. 남자라서 (Because You're a Man) 5. 어떡해 (What Can I Do) 6. 누구세요 (Who Are You?) (с участием Bigtone) |
| 2013 | «Fate(s)» - Релиз: 03 апреля 2013 - Лейбл: YG Entertainment - Язык: японский   | Треки 1. ALL FOR LOVE 2. Answer 3. 信じてる・・・ (Believe) 4. あの日にいさせて (Lat me on that day) 5. 親愛なる君へ (To you, dear) c участием D-LITE (Тэ Сон из Big Bang)                             |

### Саундтреки
| Год  | Информация                                                                                       | Треки                                      |
| ---- | ------------------------------------------------------------------------------------------------ | ------------------------------------------ |
| 2004 | к фильму «Памятный миг» (на корейском: 내 머리 속의 지우개) - Релиз: 26 октября 2004             | 날그만잊어요 (Please Forget Me)            |
| 2007 | к сериалу «H.I.T» (на корейском: 히트) - Релиз: 11 апреля 2007                                   | 통증(Pain)                                 |
| 2008 | к фильму «Солнышко» (на корейском: 님은 먼 곳에) - Релиз: 26 июня 2008                           | 님은 먼 곳에 (My Love is Faraway)          |
| 2008 | к сериалу «Шкала Предусмотрительности» (на корейском: 신의 저울) - Релиз: 19 сентября 2008       | 애심 (Compassion)                          |
| 2008 | к сериалу «Центральная больница 2» (на корейском: 내게로 오는 길) - Релиз: 19 декабря 2008       | 내게로 오는 길 (The Path Towards Me)       |
| 2009 | к сериалу «Любовный треугольник» (на корейском: 이별은 사랑 뒤를 따라와) - Релиз: 19 ноября 2009 |                                            |
| 2009 | к сериалу «Будет ли снег на Рождество?» - Релиз: 21 декабря 2009                                 | 그대라서 (Because It’s You)                |
| 2010 | к сериалу «Госпожа президент» (на корейском: 대물) - Релиз: 6 октября 2010                       | 죽어도 사랑해 (I Love You Even If You Die) |
| 2010 | к фильму «В поисках Мистера Судьбы» (на корейском: 김종욱 찾기) - Релиз: 23 ноября 2010          | 러브 레시피 (Love Recipe)                  |
| 2011 | к сериалу «Мидас» (на корейском: 마이더스) - Релиз: 28 февраля 2011                              | 기다리고 싶어 (I Want to Wait)             |
| 2013 | к сериалу «Этой зимой дует ветер» (на корейском: 그 겨울, 바람이 분다) - Релиз: 27 февраля 2013  | «Snowflower»                               |
| 2013 | к сериалу «Повелитель солнца» (на корейском: 주군의 태양) - Релиз: 7 августа 2013                | 낮과 밤 (Day And Night)                    |
| 2014 | к сериалу «Три дня» (на корейском: 쓰리데이즈) - Релиз: 19 марта 2014                            | 날 부르네요 (You’re Calling Me)            |

### Музыкальные видео
| Год  | Альбом                                     | Наименование                                                            |
| ---- | ------------------------------------------ | ----------------------------------------------------------------------- |
| 2003 | «Like Them»                                | 그대 돌아오면 (If You Come Back To Me) (с участием Wheesung)            |
| 2003 | «Like Them»                                | 친구라도 될 걸 그랬어 (We Should’ve Been Friends)                       |
| 2004 | «It’s Different»                           | 기억상실 (Memory Loss)                                                  |
| 2005 | «For The Bloom»                            | 아니 (No)                                                               |
| 2005 | «For The Bloom»                            | 어른아이 (Childish Adult)                                               |
| 2006 | «Unplugged»                                | 그대 돌아오면 (If You Come Back To Me)                                  |
| 2008 | «Comfort»                                  | 미안해요 (I’m Sorry) (с участием T.O.P)                                 |
| 2010 | «Loveless»                                 | 사랑은 없다 (There is No Love)                                          |
| 2010 | «Loveless»                                 | 남자라서 (Because You’re a Man) (с участием Ким Хён Чжуна и Чон Рё Вон) |
| 2010 | «Loveless»                                 | 어떡해 (What Can I Do)                                                  |
| 2010 | -                                          | 러브 레시피 (Love Recipe) (с участием Бобби Ким)                        |
| 2011 | «Loveless» (японский дебютный мини-альбом) | I’m Sorry (японская версия) (с участием T.O.P)                          |
| 2012 | -                                          | 요즘사람들 (People These Days) (с участием Бобби Ким)                   |
| 2013 | «Fate(s)» (второй японский мини-альбом)    | 信じてる… (Believe)                                                     |

## Награды
| Год  | Награда |
| ---- | --- |
| 2004 | - 19 Golden Disk Awards: Главная премия (Bonsang) - 2004 Mnet Asian Music Awards: Популярность на мобильный ресурсах «기억상실» (Memory Loss)                |
| 2010 | - 2010 Mnet Asian Music Awards: Лучший вокал «남자라서» (Because You’re A Man) - 2010 Melon Music Awards: Лучшая R&B песня «남자라서» (Because You’re A Man) |
| 2012 | - 2011 Japan Billboard Music Awards: Лучший новый К-поп артист                                                                                               |